# Nagykovácsipuszta
Nagykovácsipuszta városrész Pest vármegyében, Pomáz város egyik legnyugatabbi településrésze Pilisszentkereszt határa közelében. Szűkebb értelemben az elnevezés csak egy kis területen elhelyezkedő, néhány házas üdülőterületet fed, tágabb értelemben azonban Pomáz Pankostetőtől nyugatra fekvő területének egészét is értik alatta. Helyén a középkorban Kovácsi néven létezett település, mely kezdetben királyi kovácsok lakhelye lehetett, majd egy időben a ciszterci rend fennhatósága alá tartozott, és pilisszentkereszti cisztercita kolostor gazdasági központja terült el itt. Területén hosszabb időn keresztül fém-, majd később üvegműves tevékenység folyt, amit nagy mennyiségű lelet előkerülése igazolt.
Az egykori Kovácsi település nevét ma nemcsak a Pomáz–Esztergom műúttól északra elterülő Nagykovácsipuszta üdülőterület, de az attól keletebbre fekvő Kiskovácsi településrész, az országúttól délre, a Dera-patak völgyében húzódó Kovacsina dűlő, sőt a Dera helyi elnevezése (Kovácsi-patak) is őrzi. Az egykori település templomának, illetve a ciszterci gazdasági központnak 2011 óta feltárás alatt álló romjai a külterületi településrész központi részén elterülő egykori Podmaniczky-major, későbbi helyi nevén Liszenkómajor területén – jelenleg a Fülöp Kecskefarm magánterületén – találhatók, látogatásuk korlátozottan lehetséges.

## Fekvése, föld- és vízrajza

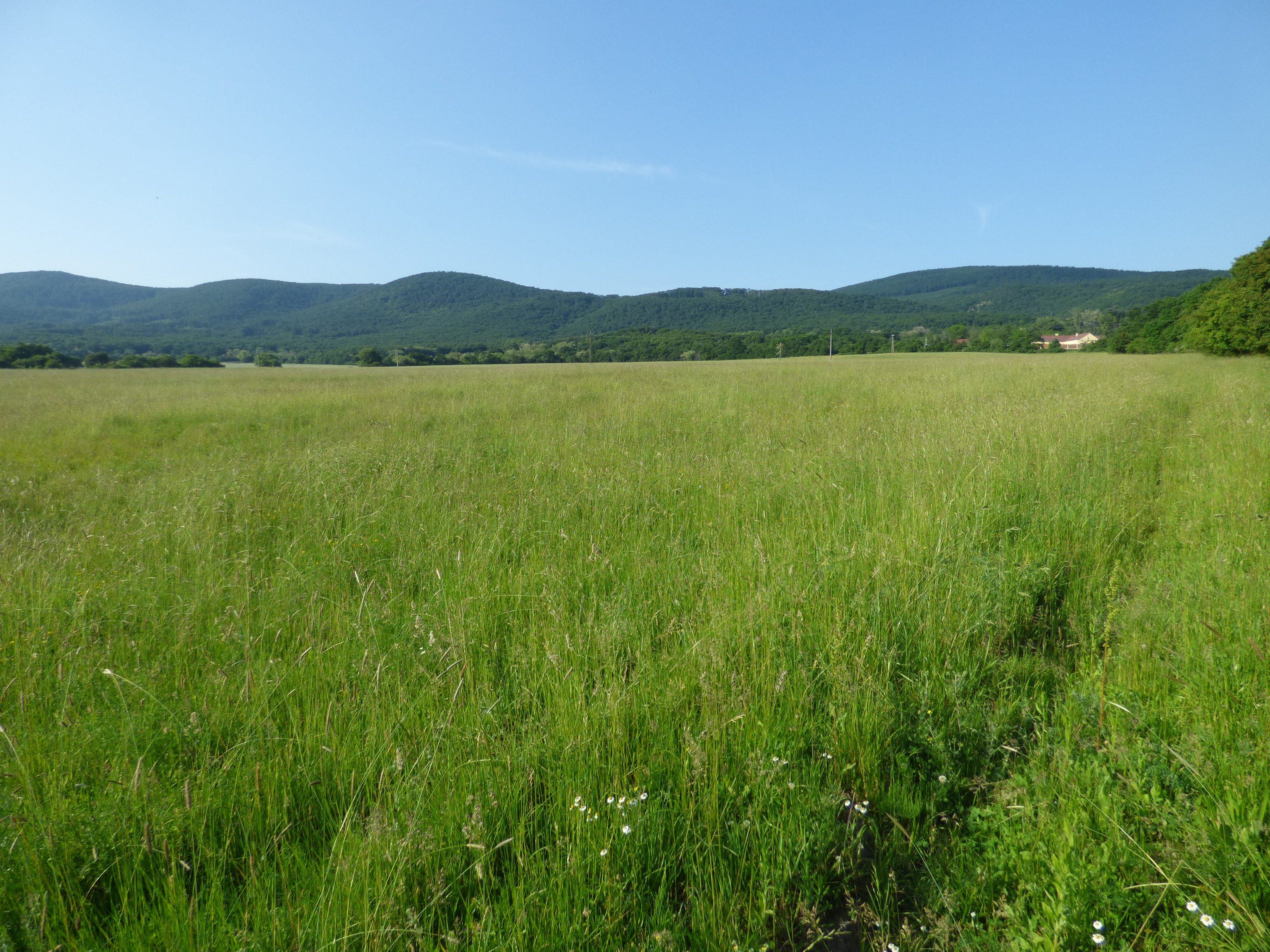
Kovacsina dűlő délkelet felől, jobbra a Fülöp Kecskefarm bejárati épülete (volt Liszenkómajor)

A terület a Dera-patak völgyében, annak északi oldalán, az 589 méter magas Lom-hegy és az ahhoz nyugati irányból kapcsolódó, több 500 méter feletti csúccsal rendelkező (Tornyos-hegy, Hársas-hegy, Kopasz-hegy) hegyvonulat lábainál terül el; a völgyet Pankostetőnél leszűkítő 255 méteres magaslattól egészen a pilisszentkereszti községhatárig nyúlik el. A Derától délre fekvő, túlnyomórészt erdős területet már nem szokták ide sorolni, ezt az ottani eltérő dűlőnevek is mutatják.
A völgyben az országút és a patak között hosszan végighúzódó, enyhén a patak felé lejtő Kovacsina dűlő gyakorlatilag végig mezőgazdasági művelés alatt álló terület, míg az országúttól északra, a hegylábakon a környékre jellemző zártabb erdők és korábbi gazdálkodási hasznosításra utaló ritkásabb ligetek váltogatják egymást.
Az egyetlen állandó vízfolyás a Dera, amelybe észak felől, a Lom-hegy csúcsa felől torkollik be a terület legnagyobb szurdokvölgye, a csak időszakosan vízjárta Salabasina-árok. A terület központjában lévő egykori Podmaniczky-major területén hajdan az itt birtokos ciszterciek a hegyoldalból lefolyó víz felduzzasztásával hármas tórendszert alakítottak ki, ennek nyomai még ma is megtalálhatók, de állandó vízborítás már csak a legalsó tóban van, a mai Fülöp Kecskefarm magánterületén.

## A terület régészeti kutatásának története
A környéket vizsgáló helytörténészek már a 19. század végén felfigyeltek arra, hogy a Pomázt Pilisszentkereszttel összekötő országúttól északra, egy facsoport között épületromok találhatók, egy kisebb magaslaton. A helyszínen kb. 60 x 60 méteres területen találtak romokat, melyekről az elrendezésük alapján kezdetben azt feltételezték, hogy a pilisi kolostorok egyikét fedezték fel.
Az épületegyüttes első, laikus kutatója Krompecher László műegyetemi tanár 1927-től kutatott itt és a környékről írott források alapján ismert ciszterci kolostort vélte itt felfedezni. Feltárta egy nagyobb épület néhány falrészét és egy kis félköríves apsziszáródású templom alapfalait; az ugyanakkor nem szúrt neki szemet, hogy a nagy épület falsíkjainak tájolása nem egyezik meg teljesen a temploméval.
Krompecher kutatásait követően Sashegyi Sándor pomázi amatőr régész is kutatni kezdett ugyanitt, az általa készített felmérésben már három egymásra merőlegesen elhelyezkedő, ily módon U alakot bezáró épületszárny leírása szerepel, melyek között nagyjából középtájon helyezkedett el a templom (amit ő tévesen a nagyobb épületekkel azonos tájolásúként tüntetett fel). Sashegyi azt feltételezte, hogy a pálosok pilisi Szent Kereszt-kolostorára bukkant rá.
Azt, hogy sem egyik, sem másik kolostorról nem lehet szó, azt a későbbiekben Méri István, Kovalovszki Júlia és Gerevich László kutatásai bizonyították be, akik a Kesztölchöz tartozó Klastrompusztán találták meg a keresett pálos, illetve Pilisszentkereszten a ciszterci kolostort. Sashegyi kutakodásai után a terület régészeti vizsgálatával évtizedeken keresztül senki nem foglalkozott, annál is kevésbé, mert a lelőhelyet a Podmaniczky-majorral együtt államosították, és az első évek liszenkóista elveket követő, elvetélt baromfitenyésztési kísérletei után vegyszer- és gyógyáru-raktártelepet alakítottak ki a területen.
A feltárt leletek értelmezésével legközelebb az 1986-ban kiadott magyarországi régészeti topográfia szerkesztői foglalkoztak. A műúttól délre, a jelenlegi Kovacsina dűlőben megtalálták a középkori Kovácsi falu régészeti nyomait, a Krompecher által feltárt templomot pedig a település plébániájaként azonosították, az azt körülvevő nagy épületek egykori funkcióját viszont meg sem próbálták megállapítani.
Laszlovszky József 2009-ben derítette fel, hogy egy 1254-es oklevél szerint Kovácsi falu a pilisi ciszterek birtoka volt, amely rendről ismert, hogy más szerzetesrendektől eltérően igen nagy hangsúlyt fektetett a fizikai munkára és a gazdálkodásra. Közben egy építészeti vizsgálat igazolta, hogy a templom tengelye valóban szignifikánsan eltér az épületszárnyakétól, arra utalva, hogy az épületek nem egy időben keletkeztek. Mindezek alapján, és a 2011-ben megkezdett – jelenleg is folyó – újabb kutatások eredményeit figyelembe véve az látszik a legvalószínűbbnek, hogy a nagy épületek a közeli ciszterci kolostorhoz tartozó gazdasági központ építményei lehettek.

### A templomrom

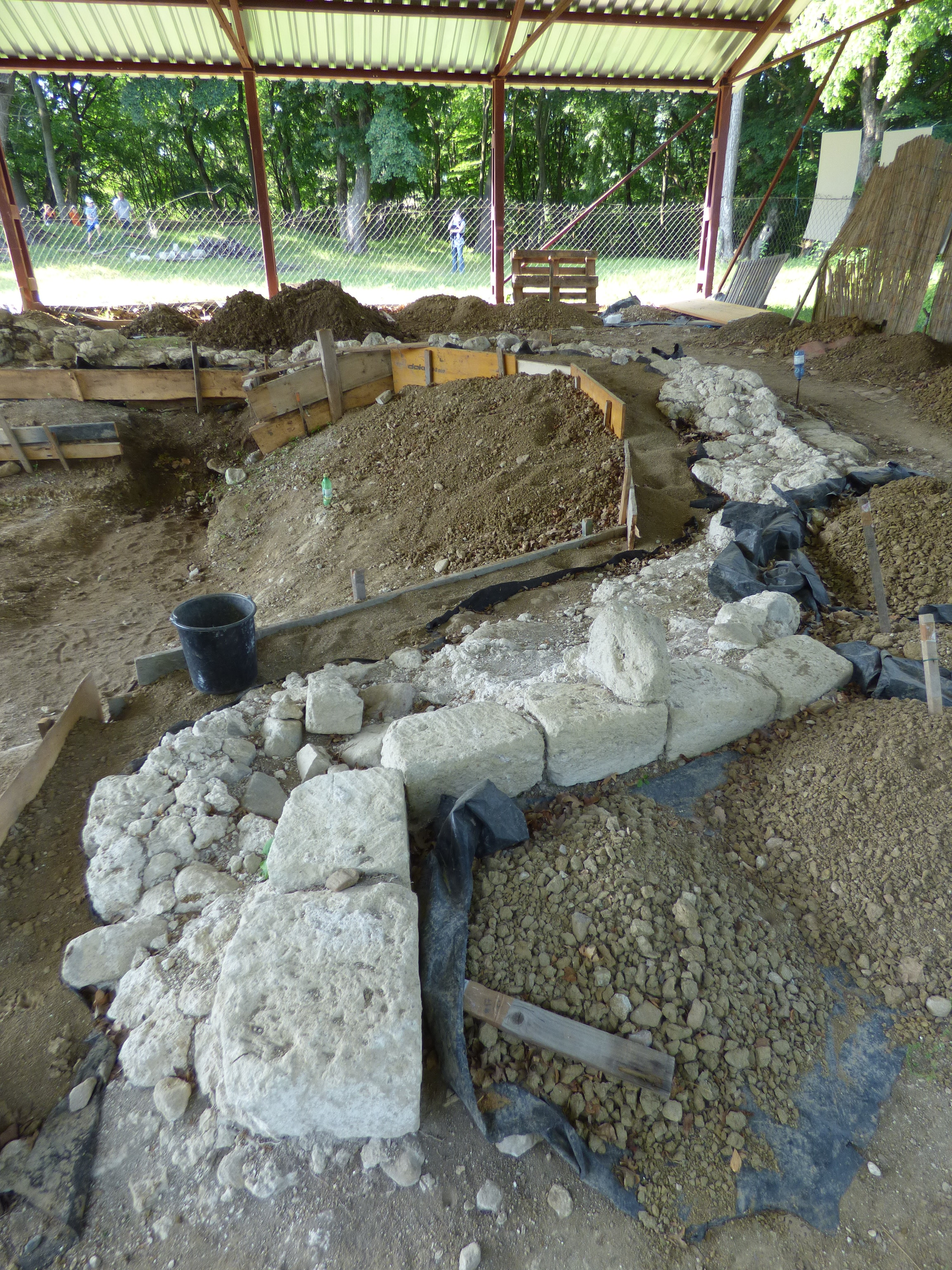
Nagykovácsipuszta templomrom apszis felőli része

Kovácsi falu temploma 14 x 7 méteres alapterületű, egyszerű falusi templom lehetett, egyetlen, nagyjából keletelt (attól néhány fokkal északkelet felé eltérő) tengelyű hajójának bejárata a déli oldalfal nyugati végében lehetett, míg a keleti fal félköríves apszissal záródott. Kváderkő falazata helyenként egy méternél nagyobb magasságban maradt meg, egyes helyeken viszont csak a falak alapjai kerültek elő. A nyugati végén kis karzatra utaló falmaradványok is előkerültek, de a vélhetően fából készült karzat felépítményéből semmi nem került elő. Az andezittufa anyagú kváderkövek külső felületeinek és az illesztéseknek a szabályossága azt valószínűsíti, hogy ezeket már a falazás előtt kifaraghatták. Más hasonló építészeti leletekkel egybevetve az itt alkalmazott építési mód Magyarországon inkább az Árpád-kor első felének–közepének templomépítésére jellemző, ez azt valószínűsíti, hogy ez a templom is a 12. században épülhetett.
A templom épületén belül, illetve akörül is sírokat tártak fel, az ily módon felfedezett temető feltehetőleg még a kora középkori falu temetője volt, a ciszterciek néhány kivételtől eltekintve már nem használták, mert a késő középkorból csak néhány temetkezés nyoma ismert. Egy adat szerint a tatárjárást a falu átvészelhette, de nem sokkal később a település mégis elnéptelenedett, talán a ciszterci rend máshova költöztette az itteni lakókat.
A templomot a ciszterek egy ideig még a 14.–15. században általuk (több fázisban) emelt gazdasági épületek kápolnájaként használhatták, de ahogy a területen több évszázada folyó fémmegmunkálás mellett a 14. század során bekerült a birtokközpont tevékenységei közé az üvegművesség is, a kápolna liturgikus funkcióját – ismeretlen időpontban, de valószínűleg 1526 előtt – megszüntették és a járószintet lemélyítve olvasztókemencét építettek benne. Az épületet még a török hódoltság ideje alatt is használhatták, ahol a régészeti leletek szerint puskagolyókat önthettek és tárolhattak. Később már csak a köveit hasznosították, többek között az országút alapozásához is jelentős mennyiségű követ hordtak le innen a 20. század elején.

### A feltételezett gazdasági központ

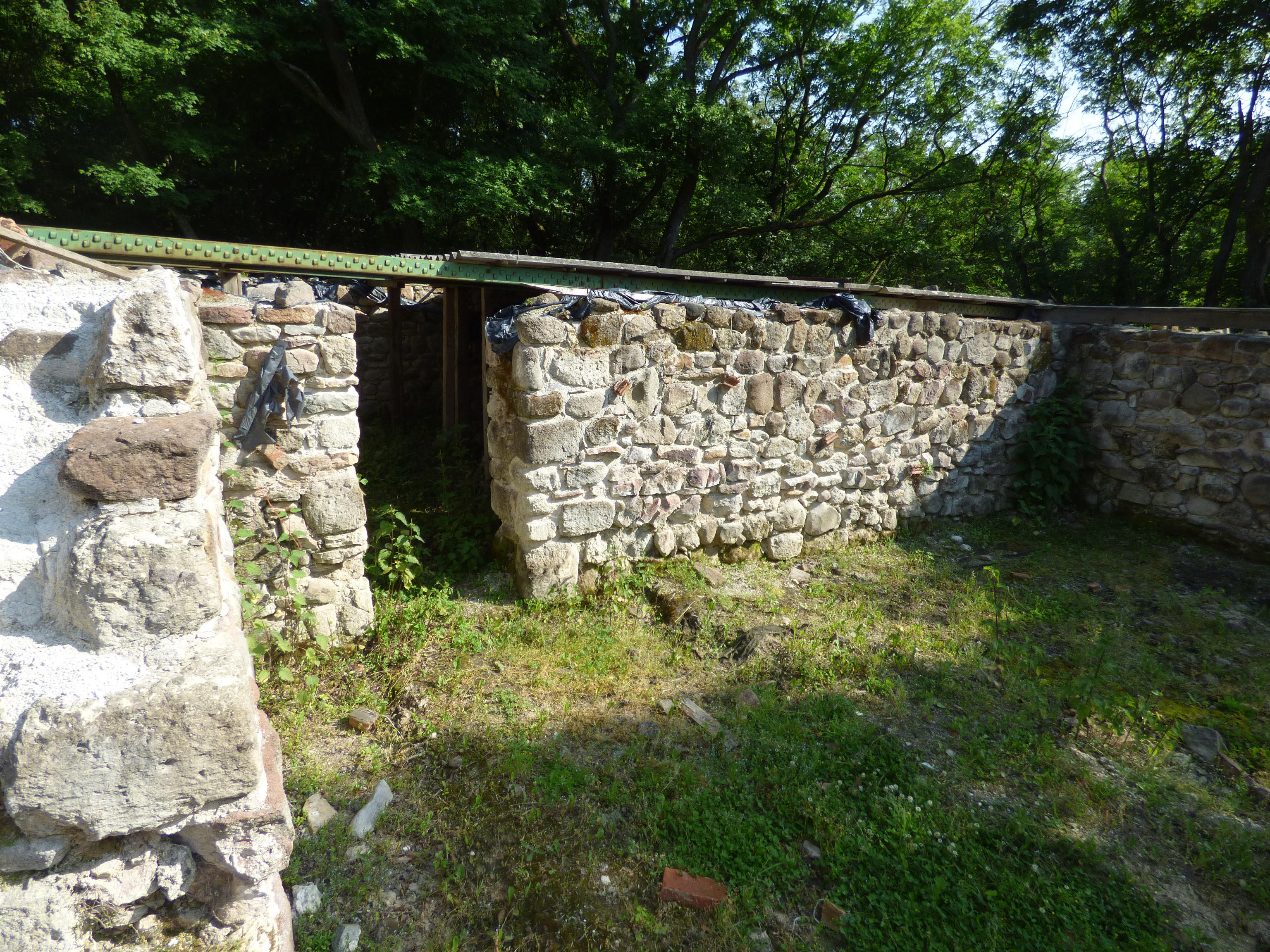
Nagykovácsipuszta, ciszterci gazdálkodási épület részben restaurált romja

A templomrom körül három, 30-40 méteres hosszúságú és mintegy 10 méteres szélességű épületszárny alapjai, valamint egyes falrészei kerültek elő az ásatások során; mint kiderült, ezek nemcsak tájolásukban térnek el a templomrom tájolásától, de a falazási technikájuk is más volt. Az egymással szomszédos épületszárnyak hossztengelyei egymással közelítőleg derékszöget zártak be, így a három szárny együtt U alakban helyezkedett el a kis templom körül; építésük a 14.–15. században több szakaszban történhetett. A birtokközpont területén több ezer, részben fémmegmunkálásra, részben üveggyártásra utaló lelet, köztük mintegy 15 kilónyi üvegtörmelék került elő.
Jelenleg a templomromtól délnyugati irányban található épületszárnyból látszik a legtöbb a felszínen, miután ennek feltárt falrészleteit részben rekonstruálták és valamelyest felmagasították.

## Megközelítése
Nagykovácsipuszta a Pomáz–Esztergom országúton (1111-es út), illetve a Volánbusz ott közlekedő 860-as és 861-es helyközi buszjárataival érhető el. Pankos-tető megállóhely után saját megállóhelye van az egykori Podmaniczky-, majd Liszenkómajornak (Gyógyáruértékesítő Vállalat mh.) – onnan közelíthető meg a régészeti terület is –, az azt követő Közép-majornak és Nagykovácsipuszta üdülőterületnek is.

## Képgaléria

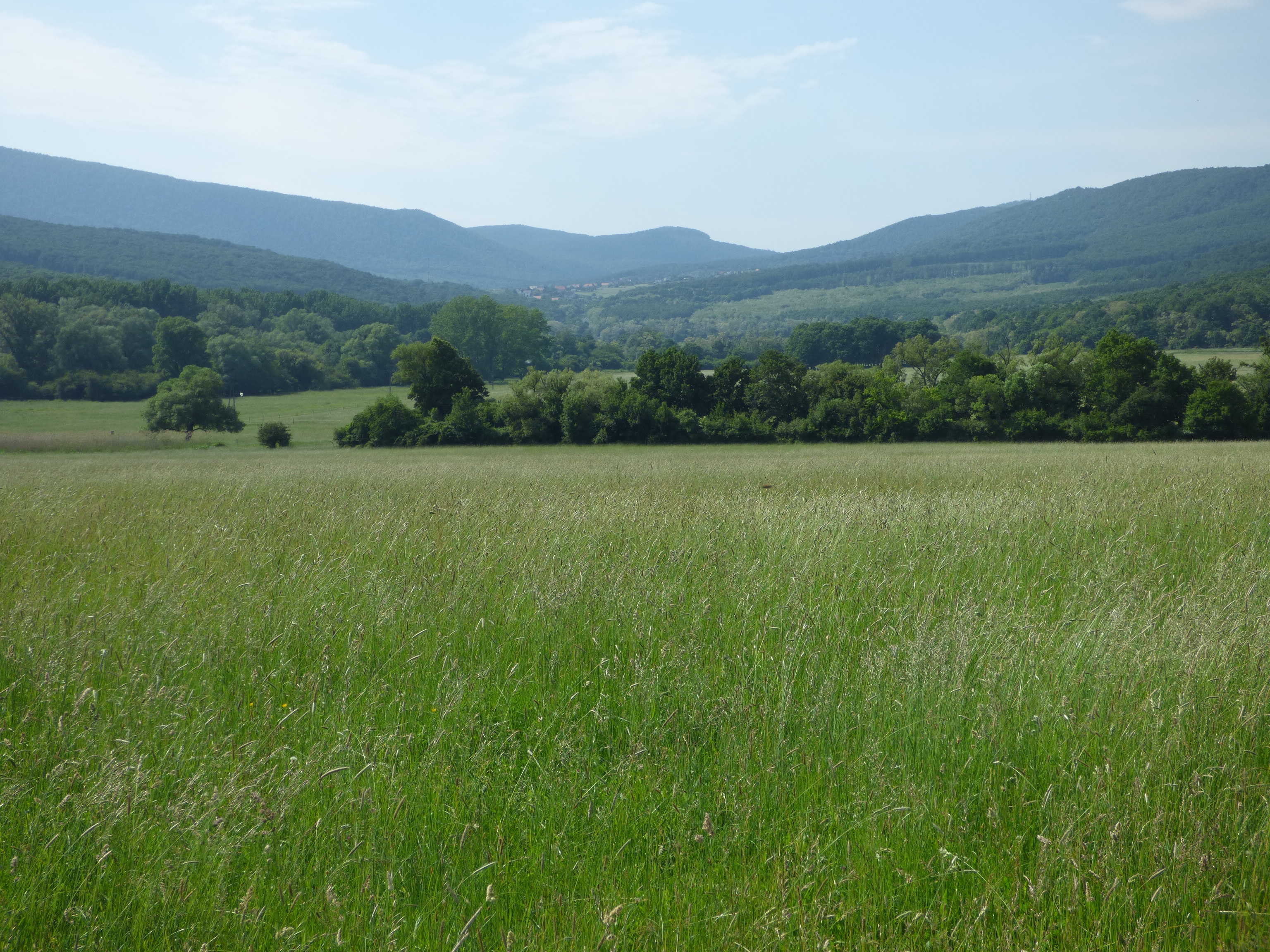
Kovacsina dűlő északkelet felől
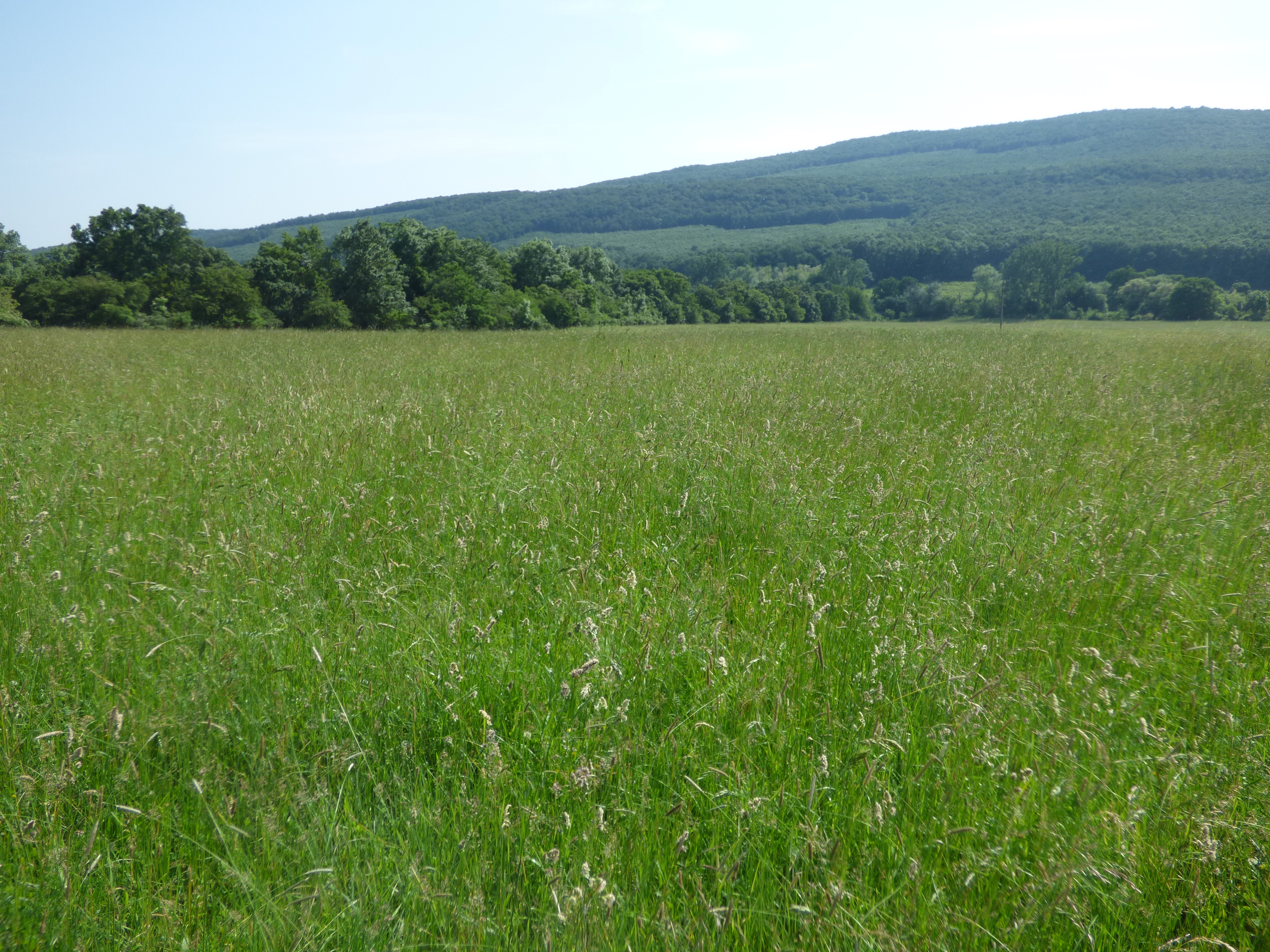
Kovacsina dűlő délkeleti része Liszenkómajor felől
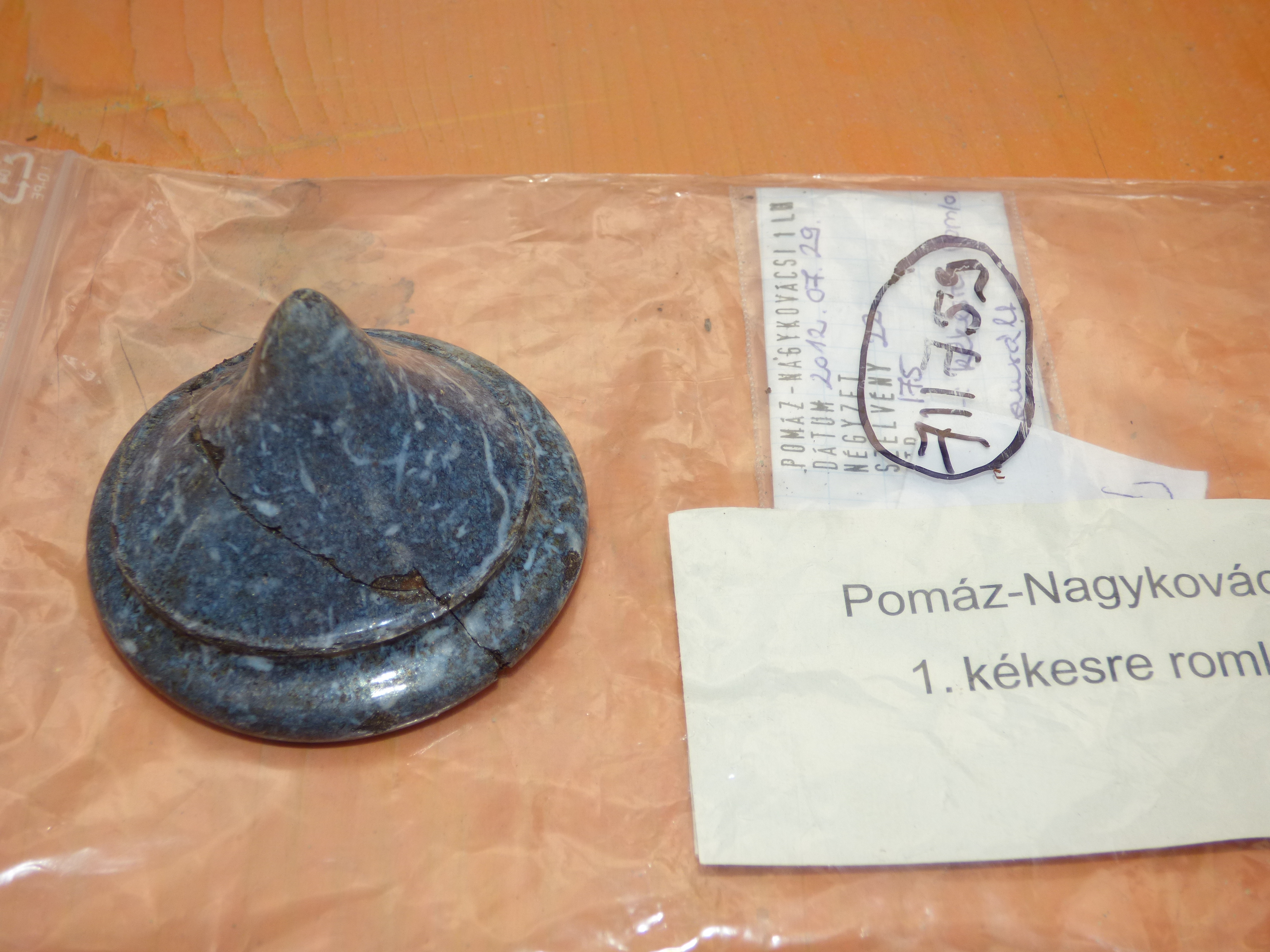
Üveg palacktalp a nagykovácsipusztai ásatásról
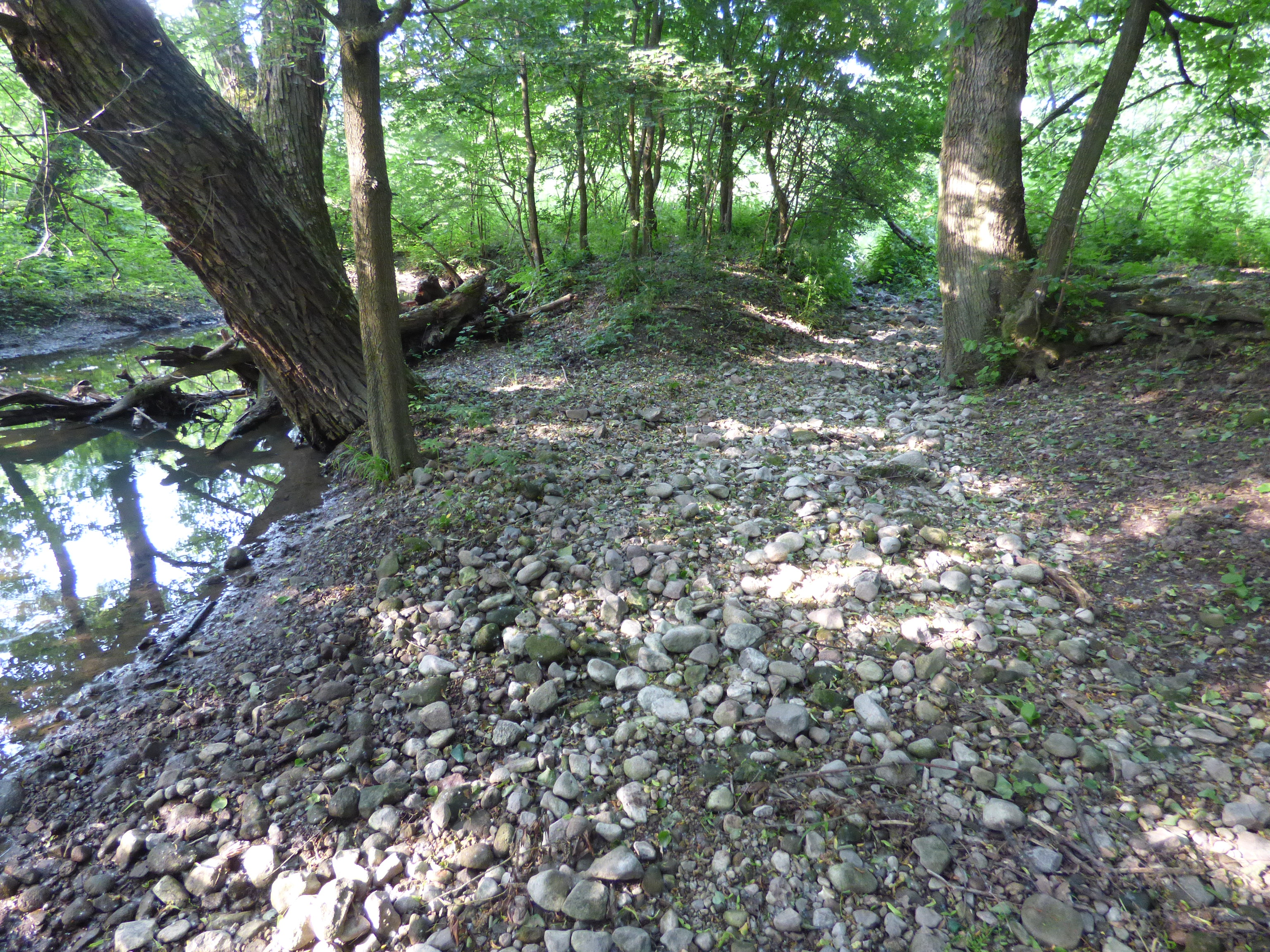
A Salabasina-árok és a Dera találkozási pontja száraz időben
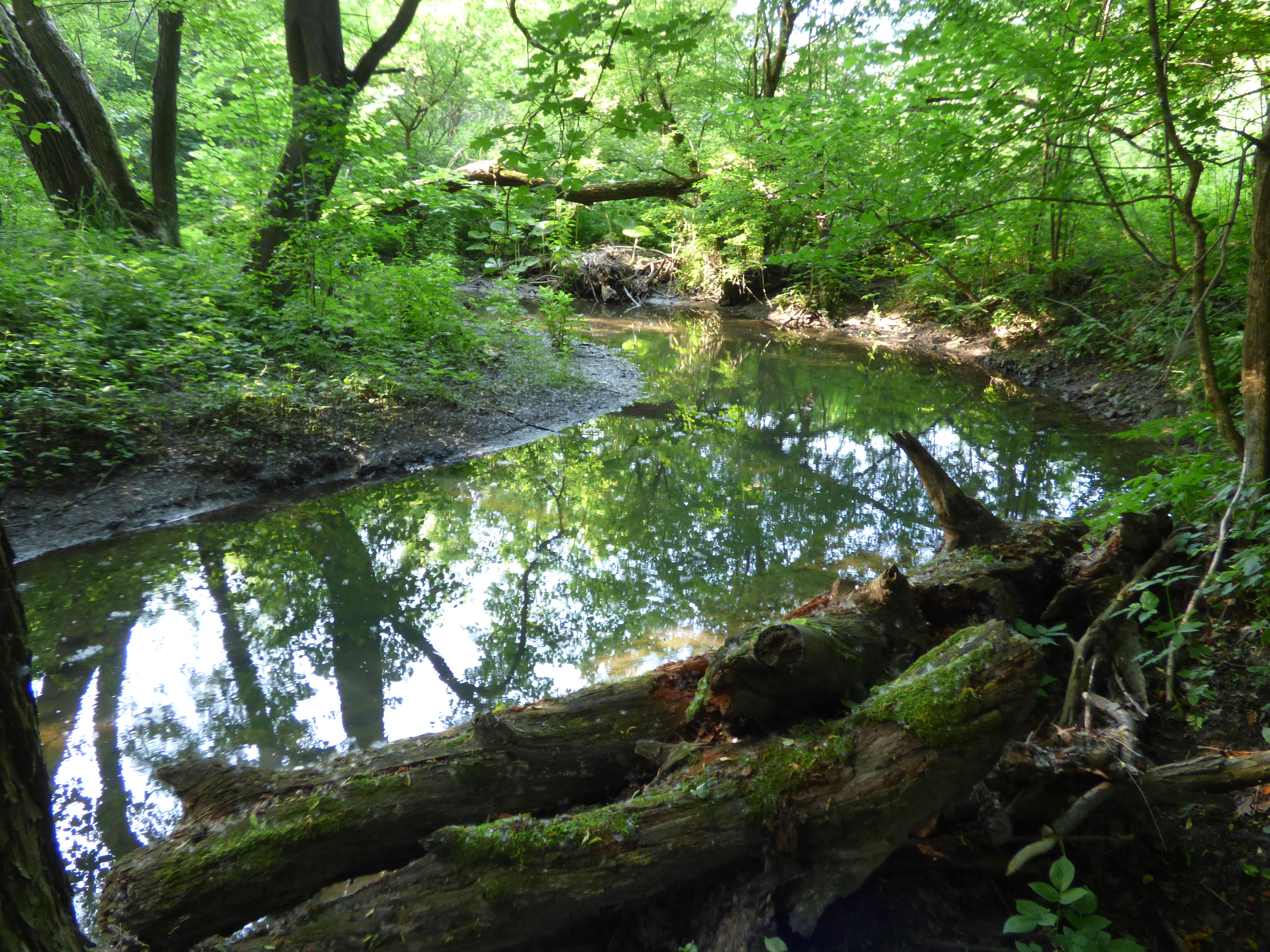
A Dera-patak kanyarja Liszenkómajor alatt

## További információ
- A Fülöp Kecskefarm honlapja[halott link]